# Свято-Успенський кафедральний собор (Полтава)
Свято-Успенський кафедральний собор — чинна церква у Полтаві, кафедральний собор Полтавської єпархії Православної церкви України. Визначна пам'ятка козацького бароко 2-ї половини XVIII століття.

## Будівництво

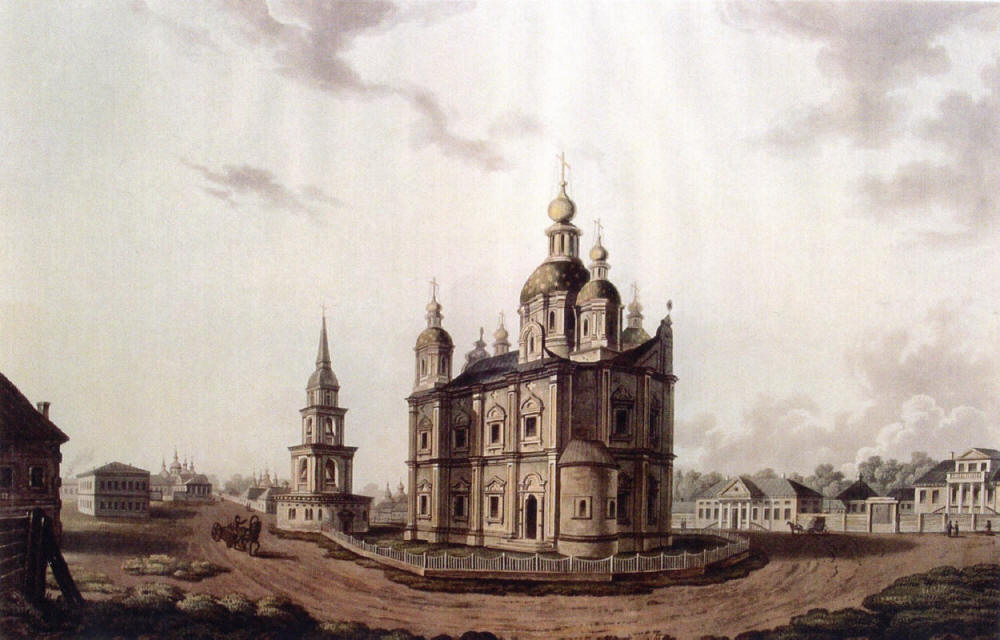
Вигляд собору зі сходу. Початок ХІХ ст. Гравюра Й. Штадлера за малюнком О. Кунавіна.

До побудови Свято-Успенського собору поруч із цим місцем стояла дерев'яна Успенська церква, яка була «градським собором». Відомі свідчення про її існування вже 1695 року.
1748 року козацька старшина, міський отаман Ілля Волховський, представники церковної та міської громад ухвалили рішення про спорудження на головній площі Полтавської фортеці кам'яного собору і 8 листопада уклали договір з архітектором із Нової Сербії Стефаном Стабанським. У числі ініціаторів будівництва були полковник полтавський Андрій Горленко, обозний Андрій Рунівський, полковий суддя Григорій Сахновський, бунчуковий Димитрій Білуха та інші.
Через низку труднощів будівництво розпочалося лише 1751-го року і тривало до 1770. Це був перший кам'яний собор Полтави. Розміри його сягали 32×17 метрів. Споруда собору двоповерхова в стилі візантійської базиліки, трикупольна, київського стилю, по обидва боки розташовані ризниця та паламарня. Фасади прикрашали декоративно оздоблені фронтони. Пізніше, майже через 10 років, близько 1780 р. собор перебудовано. Добудували ще два куполи над вівтарною частиною, і собор став п'ятикупольним.

## Добудова

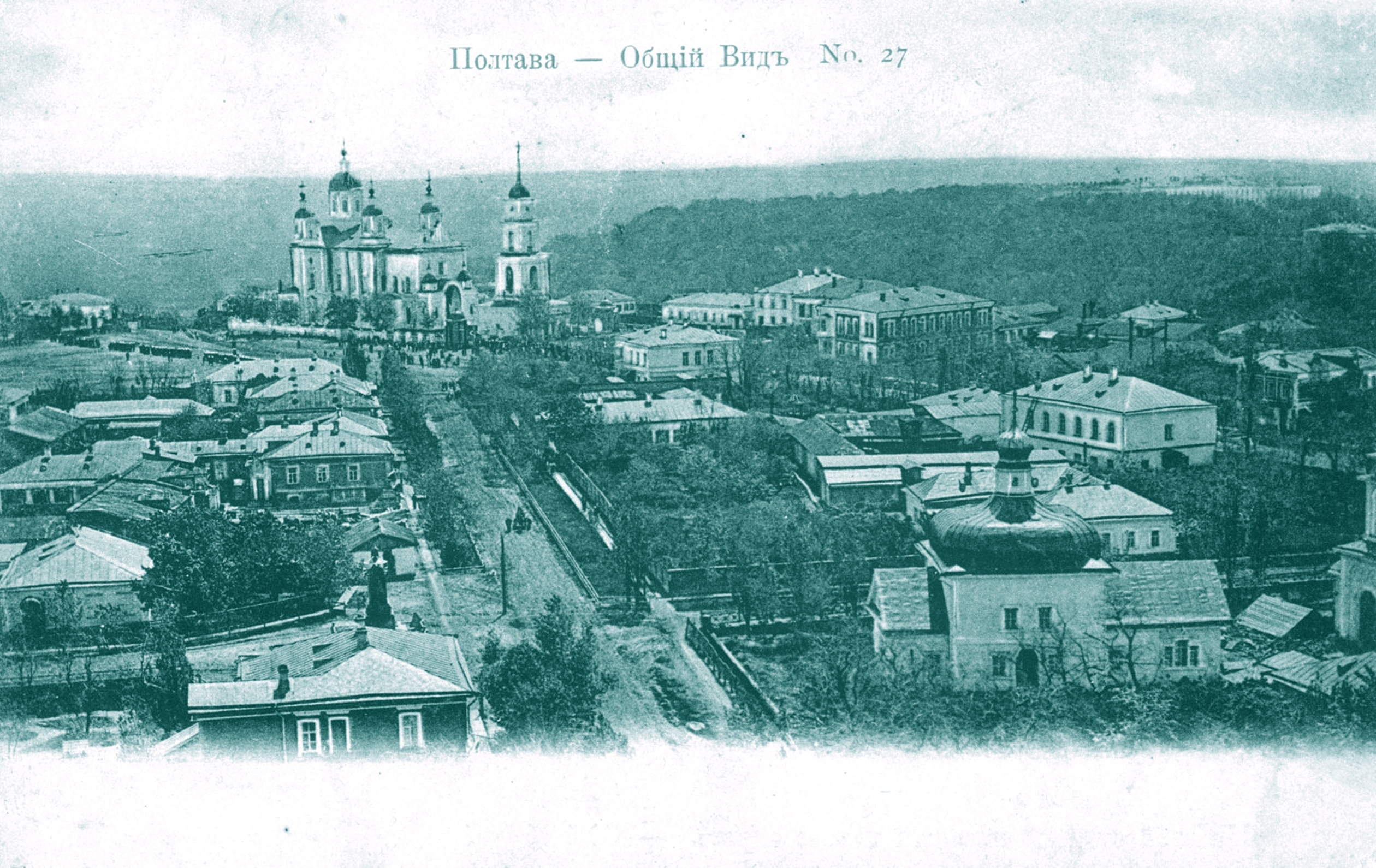
Вигляд на собор, кінець XIX ст.

У 1774 році розпочали будівництво дзвіниці, яке затяглось через відсутність коштів аж на 27 років і було завершено 1801 року. На другому ярусі розміщались дзвони — один з них 350 пудів. На третьому ярусі було встановлено дзвін «Казикерманъ», на ньому — барельєфи Успіння та Хреста в терновому вінці, а на дзвоні напис:
|  | …за Гетьмана Мазепи Богомь дарованна; Сооружень звонь сей к Божей славе; До Храму Успения во граде Полтаве; Изъ штук Кизикерманских, Арминских здобычных; З придатком матерій до звона приличних; Коштом Его милости войск Полтавских вожи; Павла Семеновича Украини строжи Делаль Афанасій Петрович |

Пізніше через тріщину цей дзвін було перелито, а надпис — частково змінено. 1890 року він повернувся до дзвіниці.
В 1899—1900 рр. було прийнято рішення про розширення собору. Добудовано притвор, хори перенесено західніше, собор став світлішим, просторішим, площа зросла майже на 170 кв. м, а над входом прибудували дві невеличкі бані та аркове перекриття, були демонтовані два стовпи, хори пересунули до західної стіни. З 1847 р. після перенесення архиєрейської кафедри з Переяслава в Полтаву «градський собор» став кафедральним.
У 1934-му собор зруйнували за вказівкою Полтавського обкому КП(б)У, збереглася лише дзвіниця.

## Відбудова

Меморіальна дошка

Після розпаду Радянського союзу на дзвіницю стали претендувати різні церкви, в тому числі РПЦ. Зрештою її передали Покровській громаді УПЦ КП (згодом було створену нову Свято-Успенську громаду), і 7 квітня 1992 року в дзвіниці провели перше богослужіння. Настоятелем церкви став ієрей Миколай Храпач. Постало питання про відбудову самого собору. Цю справу благословив патріарх Мстислав, а 24 лютого 1993 року виконком Полтавської міськради дозволив громаді Свято-Успенської церкви розробити проект реконструкції.
26 вересня 2003 року біля собору зібралось багато полтавців, народні депутати, представники місцевої влади, духовенство. Цього дня було відслужено подячний молебень до Спасителя нашого Ісуса Христа. За заслуги перед УПЦ Київського Патріархату та за особистий вклад у будівництво собору Патріарх Київський і Всієї Руси-України Філарет нагородив орденом Андрія Первозванного народного депутата Анатолія Кукобу, орденами Святого Володимира — голову правління ВАТ «Полтавтрансбуд» Олексія Ландара та першого заступника міського голови Михайла Юхименка. Патріарші грамоти одержали голова штабу з будівництва собору п. В'ячеслав Халецький та багато будівельників. Понад 60 будівельників отримали єпархіальні грамоти.
Собор відбудовано зі значними порушеннями проектної документації, що спричинило брутальне спотворення пам'ятки

## Волонтерство
З 2014 року при соборі діє найбільша на Полтавщині і одна з найбільших в Україні волонтерських організацій допомоги українським військовим у зоні АТО — «Полтавський батальйон небайдужих». Його засновниками є архієпископ Полтавський і Кременчуцький ПЦУ Федір та кілька його однодумців.

## Галерея

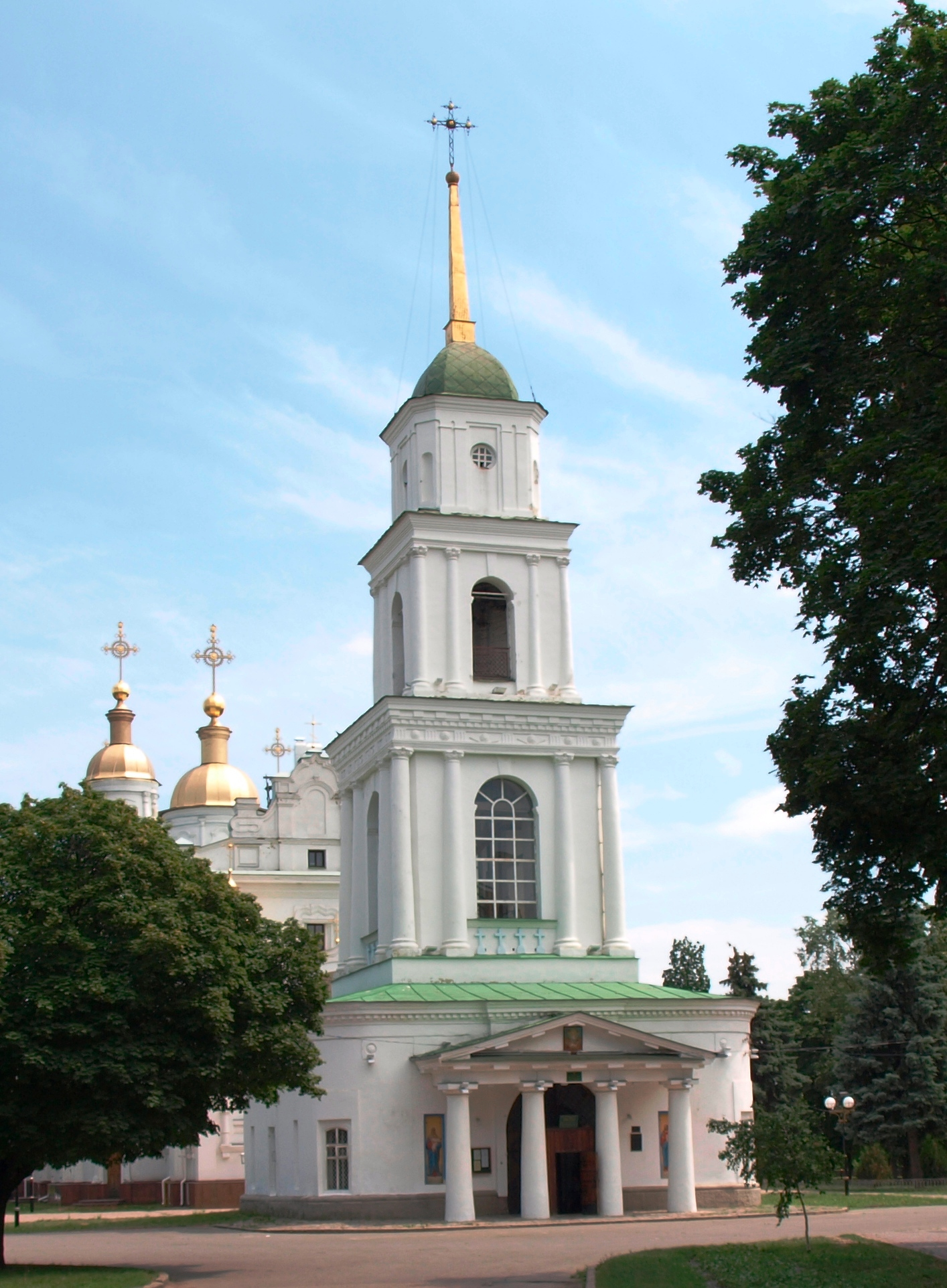
Дзвіниця Успенського собору
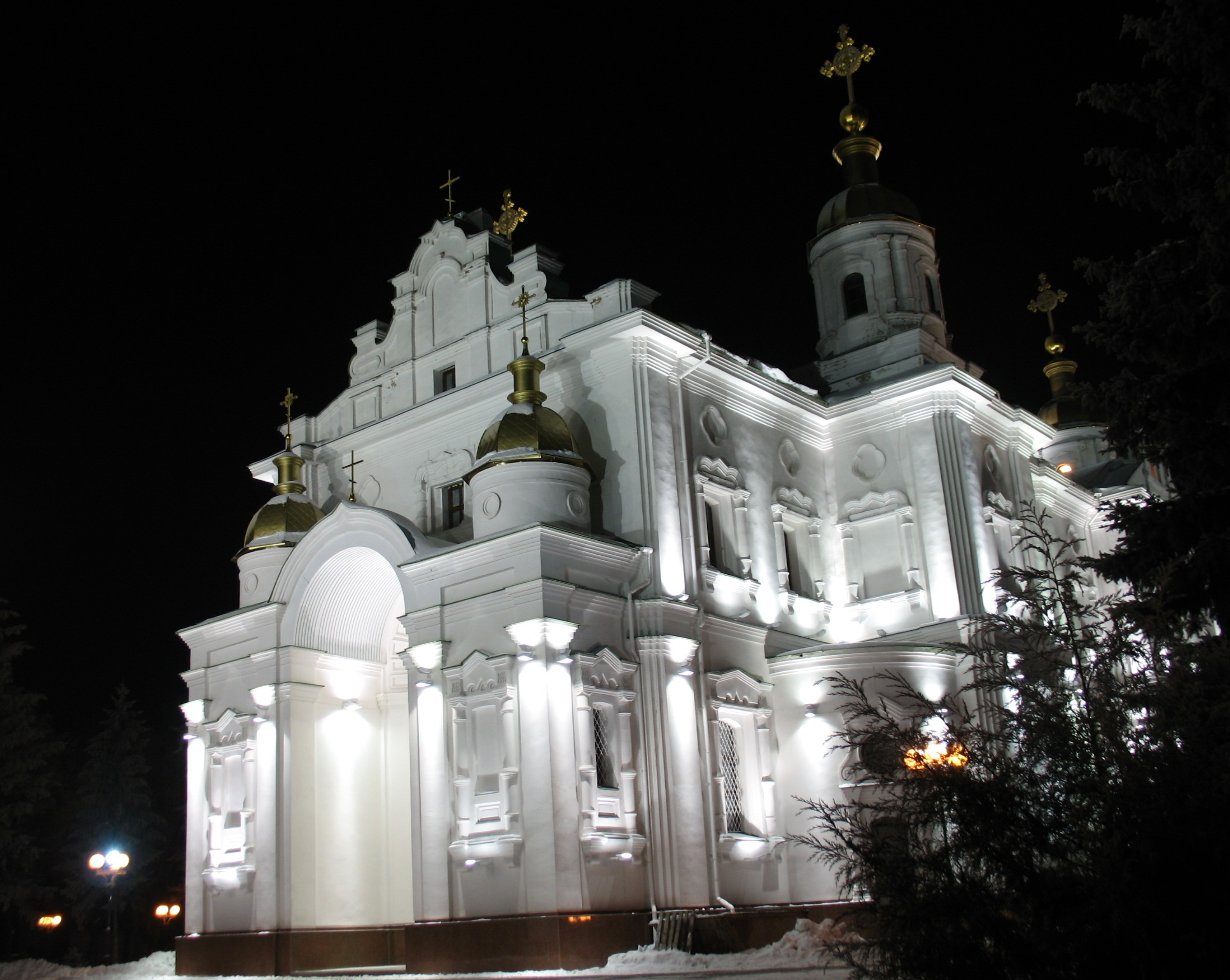
Собор вночі
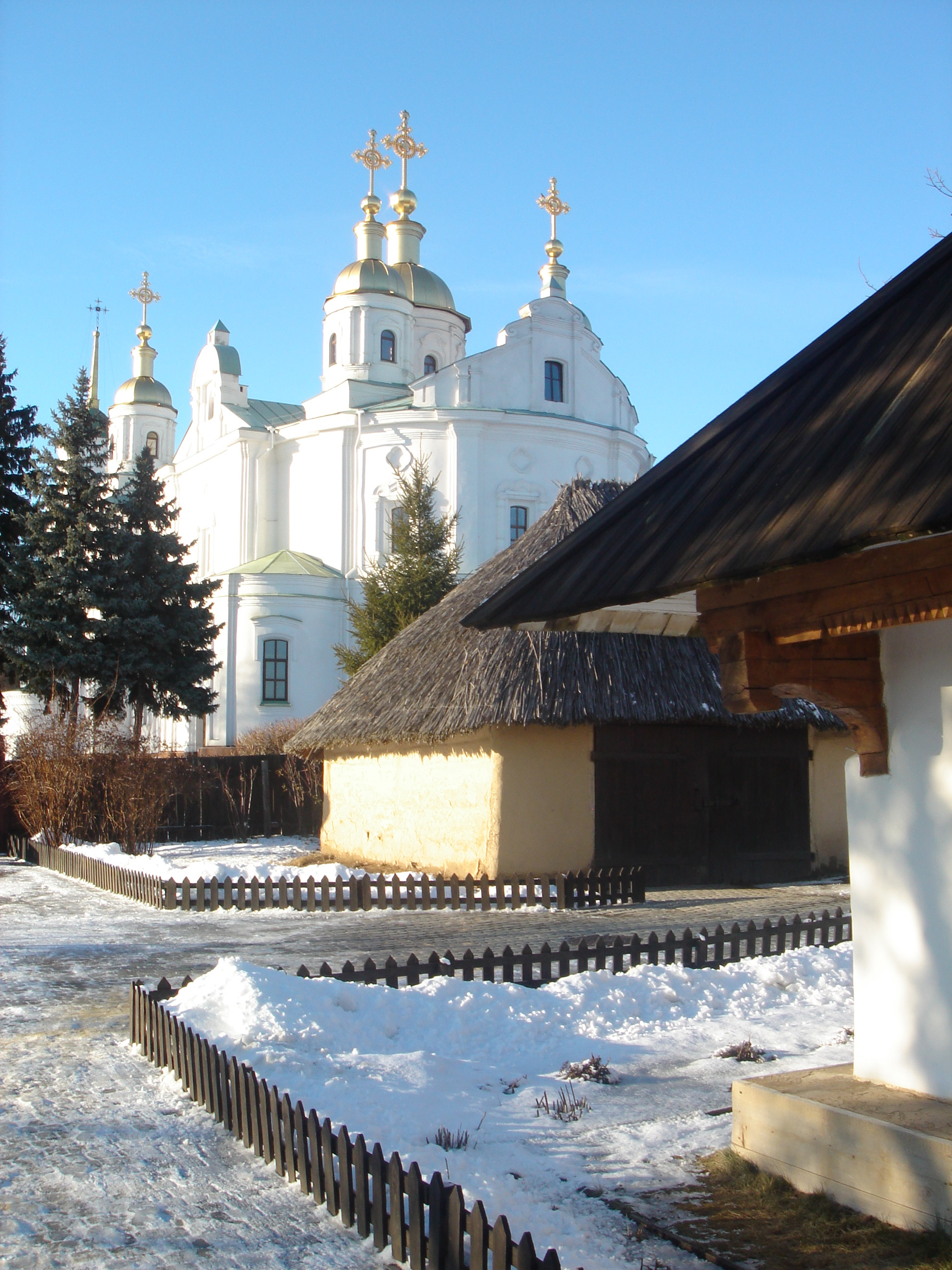
Вигляд на собор від Музею-садиби І. Котляревського